# Злынковский район
Злы́нковский райо́н — административно-территориальная единица (район) и муниципальное образование (муниципальный район) в Брянской области России.
Административный центр — город Злынка.

## География
Расположен на юго-западе области. Площадь района — 735 км² (самый маленький район области по площади). Основные реки — Ипуть, Нетеша, Злынка, Грязливка, Вага, Цата.
Площадь, занимаемая Злынковским районом, составляет 73094 га, или 2,1% территории Брянской области.
Площадь сельскохозяйственных угодий района составляет 35969 га, в т.ч. пашня – 23055га, кормовые угодия – 7910- га, многолетние насаждения – 344 га, залежи – 342га, площадь осушенных земель – 4663 га.

## История
До 1919 года почти вся территория, на которой позднее был образован Злынковский район, входила в Новозыбковский уезд Черниговской губернии, а в 1919 году была передана в состав Гомельской губернии РСФСР. В 1926 году, в связи с расформированием Гомельской губернии, вошла в состав Брянской губернии.
В 1929 году, когда с введением нового административного деления губернии и уезды были упразднены, территория вошла в Новозыбковский и Чуровичский районы, которые первоначально входили в Клинцовский округ Западной области с центром в Смоленске. В 1937—1944 годах он входил в Орловскую область.
В 1939 году был образован Злынковский район.
5 июля 1944 года Указом Президиума Верховного Совета СССР была образована Брянская область, в состав которой, наряду с другими, был включен и Злынковский район.
В 1959 году район был упразднён и вновь включён в Новозыбковский район, а 24 ноября 1988 года — восстановлен.

## Население
| 1989    | 2002    | 2009    | 2010    | 2011    | 2012    | 2013    | 2014    | 2015    |
| ------- | ------- | ------- | ------- | ------- | ------- | ------- | ------- | ------- |
| 17 205  | ↘14 056 | ↘13 171 | ↘12 917 | ↘12 867 | ↘12 495 | ↘12 297 | ↗12 315 | ↘12 142 |
| 2016    | 2017    | 2018    | 2019    | 2020    | 2021    |         |         |         |
| ↗12 186 | ↘12 102 | ↘12 012 | ↘12 006 | ↗12 064 | ↘11 610 |         |         |         |

11527 человек по оценке Федеральной службы государственной статистики, численность населения района составляла на 1 января 2023 года 
11426 человек Оценка численности населения Брянской области по городским округам и муниципальным районам (округам) на 1 января 2024 года

### Урбанизация
В городских условиях (город Злынка и пгт Вышков) проживают 66,9 % населения района.

### Национальный состав
По итогам переписи населения 2020 года проживали следующие национальности (национальности менее 0,1 % и другое, см. в сноске к строке «Другие»):
| Национальность | Численность, чел. | Доля     |
| -------------- | ----------------- | -------- |
| Русские        | 10 940            | 94,22 %  |
| Армяне         | 226               | 1,95 %   |
| Белорусы       | 84                | 0,72 %   |
| Украинцы       | 51                | 0,44 %   |
| Киргизы        | 25                | 0,22 %   |
| Молдаване      | 19                | 0,16 %   |
| Азербайджанцы  | 18                | 0,16 %   |
| Таджики        | 16                | 0,14 %   |
| Немцы          | 13                | 0,11 %   |
| Другие         | 218               | 1,88 %   |
| Итого          | 11 610            | 100,00 % |

1. ↑  Агулы (3), Грузины (5), Евреи (3), Казахи (2), Коми (1), Литовцы (1), Марийцы (1), Ногайцы (4), Осетины (3), Поляки (1), Татары (11), Туркмены (8), Удмурты (1), Узбеки (2), Цыгане (1), Чеченцы (1), Указавшие другие ответы о национальной принадлежности (107), Нет национальной принадлежности (8), Лица, в переписных листах которых национальная принадлежность не указана (55)

## Административно-муниципальное устройство
Злынковский район в рамках административно-территориального устройства области, включает 6 административно-территориальных единиц, в том числе 1 городской административный округ, 1 поселковый административный округ и 4 сельских административных округа.
В рамках присоединения Злынковского и Климовского районов к Новозыбковскому городскому округу создан Военный комиссариат Новозыбковского городского округа, г. Злынка, Злынковского и Климовского районов Брянской области.
Злынковский муниципальный район в рамках муниципального устройства, включает 6 муниципальных образований нижнего уровня, в том числе 2 городских поселения и 4 сельских поселения:
| № | Муниципальное образование             | Административный центр | Количество населённых пунктов | Население (чел.) | Площадь (км²) |
| - | ------------------------------------- | ---------------------- | ----------------------------- | ---------------- | ------------- |
| 1 | Вышковское городское поселение        | пгт Вышков             | 8                             | ↘2910            | 104,46        |
| 2 | Злынковское городское поселение       | город Злынка           | 3                             | ↘5341            | 88,55         |
| 3 | Денисковичское сельское поселение     | село Денисковичи       | 4                             | ↘596             | 129,50        |
| 4 | Роговское сельское поселение          | село Рогов             | 5                             | ↗815             | 86,33         |
| 5 | Спиридоновобудское сельское поселение | село Спиридонова Буда  | 9                             | ↘1087            | 173,78        |
| 6 | Щербиничское сельское поселение       | село Большие Щербиничи | 13                            | ↘861             | 148,32        |

## Населённые пункты
В районе всего насчитывается 42 населённых пункта, в 12 из них 0 человекжителей.
| №  | Населённый пункт  | Тип     | Население | Муниципальное образование             |
| -- | ----------------- | ------- | --------- | ------------------------------------- |
| 1  | Азаричи           | село    | ↘37       | Спиридоновобудское сельское поселение |
| 2  | Барановка         | деревня | ↗21       | Спиридоновобудское сельское поселение |
| 3  | Барки             | деревня | ↘1        | Щербиничское сельское поселение       |
| 4  | Большие Щербиничи | село    | ↘302      | Щербиничское сельское поселение       |
| 5  | Вербовка          | посёлок | →0        | Роговское сельское поселение          |
| 6  | Вилы              | посёлок | →0        | Щербиничское сельское поселение       |
| 7  | Вишенки           | посёлок | →0        | Спиридоновобудское сельское поселение |
| 8  | Воронова Гута     | посёлок | →1        | Щербиничское сельское поселение       |
| 9  | Вышков            | пгт     | ↘2497     | Вышковское городское поселение        |
| 10 | Гута              | деревня | ↘61       | Вышковское городское поселение        |
| 11 | Денисковичи       | село    | ↘438      | Денисковичское сельское поселение     |
| 12 | Добродеевка       | село    | ↘440      | Вышковское городское поселение        |
| 13 | Добрынь           | посёлок | →0        | Щербиничское сельское поселение       |
| 14 | Добрынька         | посёлок | ↘20       | Роговское сельское поселение          |
| 15 | Еловка            | посёлок | ↘47       | Щербиничское сельское поселение       |
| 16 | Зелёная Роща      | деревня | ↘20       | Щербиничское сельское поселение       |
| 17 | Злынка            | город   | ↘5270     | Злынковское городское поселение       |
| 18 | Карпиловка        | деревня | ↘335      | Спиридоновобудское сельское поселение |
| 19 | Кожановка         | деревня | ↗284      | Спиридоновобудское сельское поселение |
| 20 | Красный Камень    | посёлок | →0        | Вышковское городское поселение        |
| 21 | Лысые             | село    | ↘259      | Денисковичское сельское поселение     |
| 22 | Любин             | посёлок | →0        | Вышковское городское поселение        |
| 23 | Малые Щербиничи   | село    | ↘305      | Щербиничское сельское поселение       |
| 24 | Муравинка         | деревня | ↘5        | Вышковское городское поселение        |
| 25 | Нетеша            | посёлок | →3        | Денисковичское сельское поселение     |
| 26 | Новобежков        | посёлок | ↘31       | Роговское сельское поселение          |
| 27 | Озерище           | посёлок | ↘48       | Спиридоновобудское сельское поселение |
| 28 | Павловка          | посёлок | →0        | Злынковское городское поселение       |
| 29 | Петровка          | деревня | ↘73       | Злынковское городское поселение       |
| 30 | Петрятинка        | село    | ↘218      | Щербиничское сельское поселение       |
| 31 | Рогов             | село    | ↘484      | Роговское сельское поселение          |
| 32 | Савичка           | посёлок | →0        | Щербиничское сельское поселение       |
| 33 | Свидерки          | посёлок | ↘0        | Щербиничское сельское поселение       |
| 34 | Свисток           | посёлок | →0        | Щербиничское сельское поселение       |
| 35 | Сенное            | деревня | ↘2        | Вышковское городское поселение        |
| 36 | Серовка           | село    | ↘13       | Спиридоновобудское сельское поселение |
| 37 | Сосновый Бор      | посёлок | →0        | Спиридоновобудское сельское поселение |
| 38 | Софиевка          | посёлок | ↘304      | Роговское сельское поселение          |
| 39 | Спиридонова Буда  | село    | ↘435      | Спиридоновобудское сельское поселение |
| 40 | Фёдоровка         | деревня | →20       | Денисковичское сельское поселение     |
| 41 | Чехов             | посёлок | →0        | Вышковское городское поселение        |
| 42 | Шурубовка         | деревня | ↘23       | Щербиничское сельское поселение       |

К Злынковскому району административно относится анклав Саньково-Медвежье, находящийся внутри территории Добрушского района Гомельской области Беларуси.

## Транспорт
По территории района проходит магистральная железнодорожная линия Брянск—Гомель. В посёлке Вышков расположена железнодорожная станция Злынка Московской железной дороги.
В посёлке Красный Камень Злынковского района стыкуются российская автодорога федерального значения М13 и белорусская М10.